# Оторино Волонтерио
Оторино Волонтерио (на немски: Ottorino Volonterio) е бивш пилот от Формула 1. Роден на 7 декември 1917 година в Орселина, Швейцария.

## Формула 1
Оторино Волонтерио прави своя дебют във Формула 1 в Голямата награда на Испания през 1954 година. В световния шампионат записва 3 състезания като не успява да спечели точки. Състезава се с частен Мазерати.